# Hadjeret Ennous
Hadjeret Ennous ou Hadjret Ennous (em árabe: حجرة النص) é uma comuna localizada na província de Tipasa, Argélia. Sua população estimada em 2008 era de 2 150 habitantes.